# 無拠出制年金
無拠出制年金（むきょしゅつせいねんきん、non-contributory pension）とは、主に高齢者を対象とした金銭支給であり、保険料ではなく租税を原資としている。社会扶助年金（しゃかいふじょねんきん、social pension）とも呼ばれる。支給の可否は年齢、居住歴、ミーンズテスト（収入、所有資産、その他の年金）などの条件に基づく。
拠出制年金とされる年金保険とは区別される。現在は世界の100以上の国々において、社会扶助の形態による年金制度が存在している。

## 各国の制度
|                | ミーンズテスト型 | 最低年金型 |                | ミーンズテスト型 | 最低年金型 |
| -------------- | ---------------- | ---------- | -------------- | ---------------- | ---------- |
| デンマーク     | 88               |            | スイス         | 12               |            |
| オーストラリア | 78               |            | オーストリア   | 11               |            |
| 韓国           | 67               |            | 米国           | 7                |            |
| チリ           | 60               |            | スペイン       | 6                | 28         |
| フィンランド   | 47               |            | エストニア     | 6                |            |
| スウェーデン   | 42               |            | イタリア       | 5                | 32         |
| カナダ         | 34               |            | ベルギー       | 5                | 11         |
| 米国           | 27               |            | フランス       | 4                | 37         |
| イスラエル     | 25               |            | スロバキア     | 3                |            |
| ノルウェー     | 22               |            | ドイツ         | 2                |            |
| ギリシャ       | 19               |            | 日本           | 2                |            |
| ポルトガル     | 17               | 59         | ルクセンブルク | 1                | 29         |
| スロベニア     | 17               | 2          | トルコ         |                  | 22         |
| アイルランド   | 17               |            | ハンガリー     |                  | 1          |
| ポーランド     | 12               |            |                |                  |            |

イギリスでは税収を原資とした年金クレジットが存在する。受給にはミーンズテスト(受給資格を判定するために行われる調査)が実施され、収入に応じて減額される。

### 最低保障年金
スウェーデンでは税収を原資とした補助的な最低保証年金が存在し、ミーンズテストに基づいており所得比例年金が増えるにしたがって減額される。
1961年の国民年金制度導入前の戦後日本では、かつて無拠出型年金が提唱されていたが、賦課式の年金制度が導入された 。国民年金発足時の経過措置として、老齢福祉年金が残るのみである。2016年（平成28年）には、ミーンズテストに基づく「簡素な給付措置（臨時福祉給付金）」が実施された。 民主党の2009年時のマニュフェストにおいては最低保障年金が提言されたが、実現には至らなかった。
河野太郎議員が「賦課式の年金制度」は国民年金保険料の未納が4割を超えている問題、少子・高齢化が進むと後世代ほど保険料負担は重くなる問題のために持続性が無いことから、最低保障年金への移行を持論に掲げている。